# آرون هانت

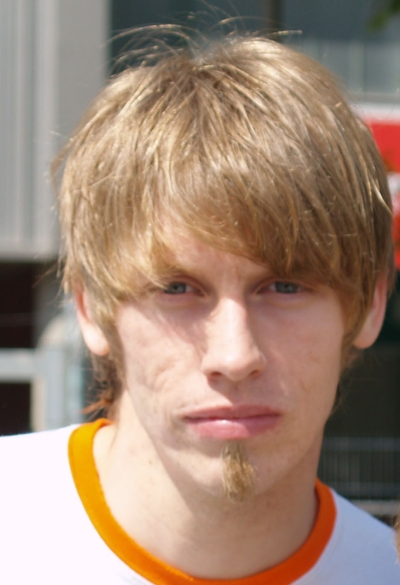
آرون هانت

آرون هانت (بالألمانية: Aaron Hunt)‏ (مواليد 4 سبتمبر 1986 في غوسلار - ألمانيا الغربية) لاعب كرة قدم ألماني يلعب حاليا لصالح نادي الدرجة الأولى فيردر بريمين الألماني منذ 2001 في مركز المهاجم .

## مسيرته الكروية
لعب آرون هانت خلال مسيرته الاحترافية مع 4 أندية في عشرون موسمًا وسجل خلالها 76 هدفًا ضمن 383 مباراة. حيث فاز في موسمين بالكأس ولم يفز بأي دوري.
خاض آرون هانت مسيرته مع فيردر بريمن 2 ‏ في موسم 2003–04 واستمر معه طيلة ثلاثة مواسم، مشاركًا في 35 مباراة سجل خلالها 8 أهداف. ثم انتقل إلى نادي فيردر بريمن في موسم 2004–05 ليلعب معه عشرة مواسم، حيث شارك في 215 مباراة سجل خلالها 46 هدفًا. لينتقل بعدها إلى نادي فولفسبورغ في موسم 2014–15 ولمدة موسمين، مشاركًا في 17 مباراة سجل خلالها هدفين. ثم انتقل إلى نادي هامبورغ في موسم 2015–16 ليلعب معه خمسة مواسم، مشاركًا في 116 مباراة سجل خلالها 20 هدف.

## روابط خارجية
- آرون هانت على موقع قاعدة بيانات كرة القدم.إي يو (الإنجليزية)
- آرون هانت على موقع بيانات كرة القدم. دي إي (الألمانية)
- آرون هانت على موقع ناشيونال فوتبول تيمز (الإنجليزية)
- آرون هانت على موقع Soccerway.com (الإنجليزية)
- آرون هانت على موقع عالم كرة القدم.نت (الإنجليزية)
- آرون هانت على موقع كووورة
- آرون هانت على موقع AS.com (الإسبانية)